# Le Second Coup de gong
Le Second Coup de gong (Problem at Pollensa Bay and Other Stories dans l'édition originale britannique) est un recueil de huit nouvelles écrites par Agatha Christie.
Ce recueil a été publié initialement en 1991 au Royaume-Uni chez HarperCollins. En France, il est paru le 10 octobre 2001 dans un volume de la collection « Les Intégrales du Masque » chez Librairie des Champs-Élysées.
Les nouvelles nos 1 et 5 mettent en scène le personnage de Parker Pyne, celles nos 2 et 3 Hercule Poirot et les nos 4 et 6 Harley Quinn.

## Composition du recueil
1. L'Intrigante de Pollensa (Problem at Pollensa Bay)
2. Le Second Coup de gong (The Second Gong)
3. L'Iris jaune (Yellow Iris)
4. Le Service à thé Arlequin (The Harlequin Tea Set)
5. Le Mystère des régates (The Regatta Mystery)
6. La Providence des amants (The Love Detectives)
7. Nous deux mon chien (Next To A Dog)
8. Fleur de magnolia (Magnolia Blossom)

## Publication américaine
Le recueil n'a pas d'équivalent aux États-Unis, les nouvelles sont publiées dans différents recueils :
- les nouvelles nos 1, 3 et 5 sont publiées en 1939 dans The Regatta Mystery and Other Stories ;
- la nouvelle nos 2 est publiée en 1948 dans The Witness for the Prosecution and Other Stories ;
- la nouvelle nos 6 est publiée en 1950 dans Three Blind Mice and Other Stories ;
- les nouvelles nos 7,8 sont publiées en 1971 dans The Golden Ball and Other Stories ;
- la nouvelle nos 4 est publiée en 1997 dans The Harlequin Tea Set and Other Stories.

## Éditions
- (en) Agatha Christie, Problem at Pollensa Bay and Other Stories, Londres, HarperCollins, novembre 1991, 232 p. (ISBN 978-0-00-223922-6 et 0-00-223922-1)
- Repris dans : Agatha Christie (trad. de l'anglais, préf. Jacques Baudou), Agatha Christie, Tome 14, Paris, Librairie des Champs-Élysées, coll. « Les Intégrales du Masque », 10 octobre 2001, 796 p. (ISBN 978-2-7024-3025-5 et 2-7024-3025-2, BNF 37714938)
Volume qui réunit trois recueils de nouvelles (Tant que brillera le jour, Le Second Coup de gong et Miss Marple tire sa révérence) et deux novellisations de pièces d'Agatha Christie par Charles Osborne (Black Coffee et La Toile d'araignée).
- Agatha Christie (trad. de l'anglais par Michel Averlant), Le Second Coup de gong, Paris, Hachette collections, coll. « Agatha Christie » (no 74), 2006, 254 p. (ISBN 2-84634-613-5, BNF 40965387)